# Leonard Spencer
Leonard Karl Spencer (nacido el 11 de julio de 1971) es un político y empresario estadounidense afiliado al Partido Demócrata. Actualmente ejerce como representante en la Cámara de Representantes de Florida, donde representa al distrito 45. Esta jurisdicción abarca áreas del suroeste del condado de Orange y del noroeste del condado de Osceola, incluyendo localidades como Windermere y Oakland.

## Carrera profesional
Leonard Karl Spencer se desempeñó en General Electric (GE) entre 2002 y 2005. Posteriormente, trabajó en The Walt Disney Company, donde permaneció desde 2005 hasta 2021. Desde ese año, Spencer forma parte del equipo de Amazon.

## Carrera política

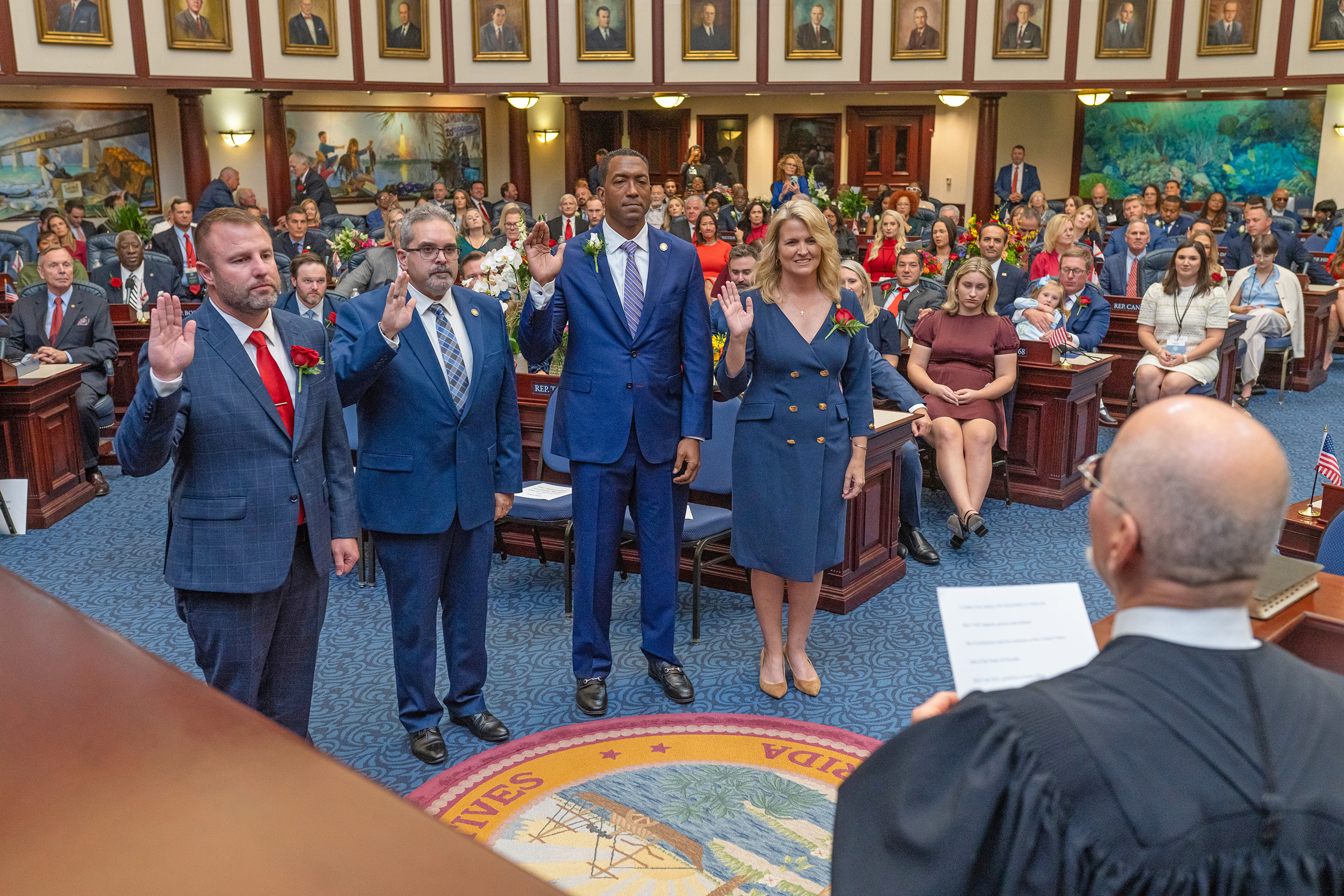
Spencer durante la juramentación en su cargo.

En mayo de 2024, Leonard Karl Spencer anunció su candidatura para la Cámara de Representantes de Florida con el objetivo de reemplazar a Carolina Amesty. En las elecciones de ese año, Spencer logró ser electo con el 50.8% de los votos, superando a su oponente por un margen de 1,600 votos. Su juramentación oficial tuvo lugar el 19 de noviembre de 2024.

## Vida personal
Leonard Karl Spencer, nacido el 11 de julio de 1971 en Jacksonville, Florida, es un político y empresario estadounidense. Aunque originario de Jacksonville, se le considera "nativo de Alabama" debido a su crianza y formación en dicho estado.
Está casado con Tanya E. Spencer, y juntos tienen dos hijos adultos: Leonard Spencer Jr. y Taylor Zarth. La familia reside en Gotha, Florida.
Spencer obtuvo una licenciatura en Finanzas de la Universidad de Tuskegee y un MBA en Finanzas de la Universidad de Alabama.